# بوسي سول تيرينو
بوسي سول تيرينو (بالإيطالية: Bussi sul Tirino)‏ هي بلدية في مقاطعة بسكارا في إقليم أبروتسو الإيطالي.

## السكان
في سنة 1861 بلغ عدد السكان 1٬429 نسمة، وتطور العدد ليصل في سنة 2018 لـ 2٬430 نسمة.
يظهر هذا المخطط البياني تطور النمو السكاني لـ بوسي سول تيرينو